# Taqueria
Una taqueria è un ristorante specializzato in tacos e altri piatti messicani.

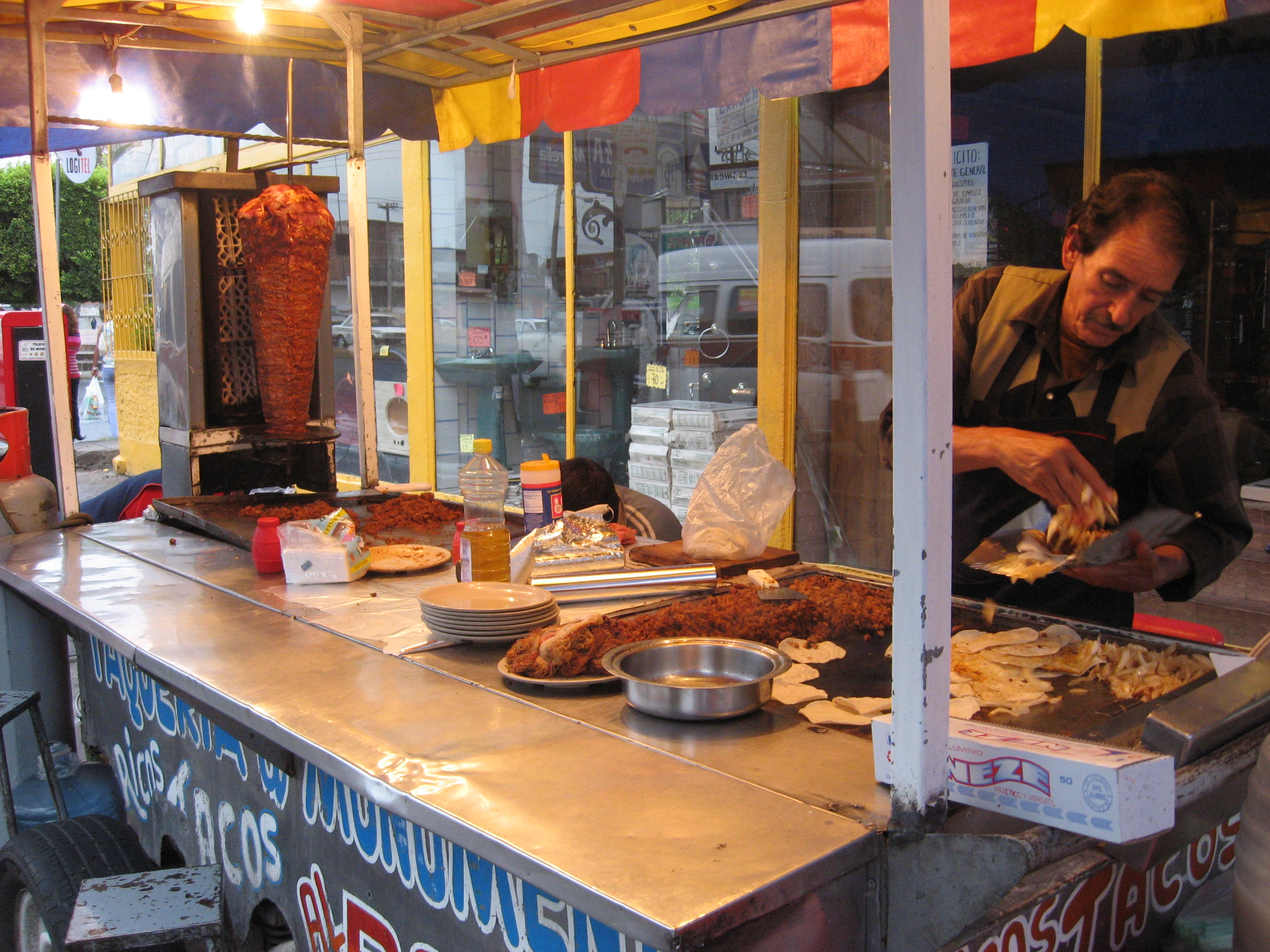
Una taqueria

Il cibo viene preparato in genere rapidamente e tende ad essere poco costoso. Possono essere usati molti ingredienti diversi e vari stili di tacos possono essere serviti.

## Storia
Le bancarelle di Taco sono parte integrante del cibo di strada messicano. I tacos divennero parte della tradizionale cucina messicana all'inizio del XX secolo, a partire da Città del Messico, poiché quello che era stato uno spuntino per minatori cominciò a essere venduto agli angoli delle strade della città. Da allora, i negozi che vendono tacos prolifera in tutto il Messico e in altre aree con una forte influenza culinaria e culturale messicana, tra cui buona parte degli Stati Uniti occidentali e di molte altre grandi città americane.
In Messico, gli stand di taco sono comunemente chiamati taquerías, perché in origine un taquería era tipicamente un venditore ambulante. Tuttavia, molti taquerías oggi sono ristoranti situati negli edifici. Gli stand Taco possono trovarsi ai bordi delle strade e nelle aree in cui le persone si riuniscono, ad esempio nelle aree commerciali all'aperto. Gli stand Taco si trovano in genere all'esterno, anche se a volte il termine viene usato per indicare i ristoranti taco. Alcuni stand di taco sono operazioni temporanee, allestimenti per eventi come fiere e festival.